# Corynascidia lambertae
Corynascidia lambertae is een zakpijpensoort uit de familie van de Corellidae. De wetenschappelijke naam van de soort is voor het eerst geldig gepubliceerd in 2002 door Sanamyan & Sanamyan.